# Bessinghausen
Bessinghausen ist eine Ortschaft der Gemeinde Emmerthal im Landkreis Hameln-Pyrmont in Niedersachsen.

## Geographie
Das Dorf liegt fünf Kilometer östlich von Emmerthal und zehn Kilometer südöstlich von Hameln an der L 425.

## Geschichte
Die erste urkundliche Erwähnung des Ortes stammt aus dem Jahr 1062. Frühe Bezeichnungen des Ortes sind Betzinchusen, Bessyngehusen und Besinghusen.
Ursprünglich gehörte Bessinghausen zum Amt Grohnde, welches 1859 in das Amt Hameln überging.

### Einwohnerentwicklung
- 1910: 101 Einwohner (am 1.12.)[4]
- 1925: 101 Einwohner[5]
- 1933: 89 Einwohner[5]
- 1939: 108 Einwohner[5]
- 1950: 249 Einwohner (am 13.9.)[1]
- 1956: 159 Einwohner (am 25.9.)[1]

### Eingemeindungen
Durch die Gebietsreform wurde die bis dahin selbständige Gemeinde Bessinghausen am 1. Januar 1973 in die Gemeinde Emmerthal eingemeindet.